# Ball’s Bluff-i ütközet

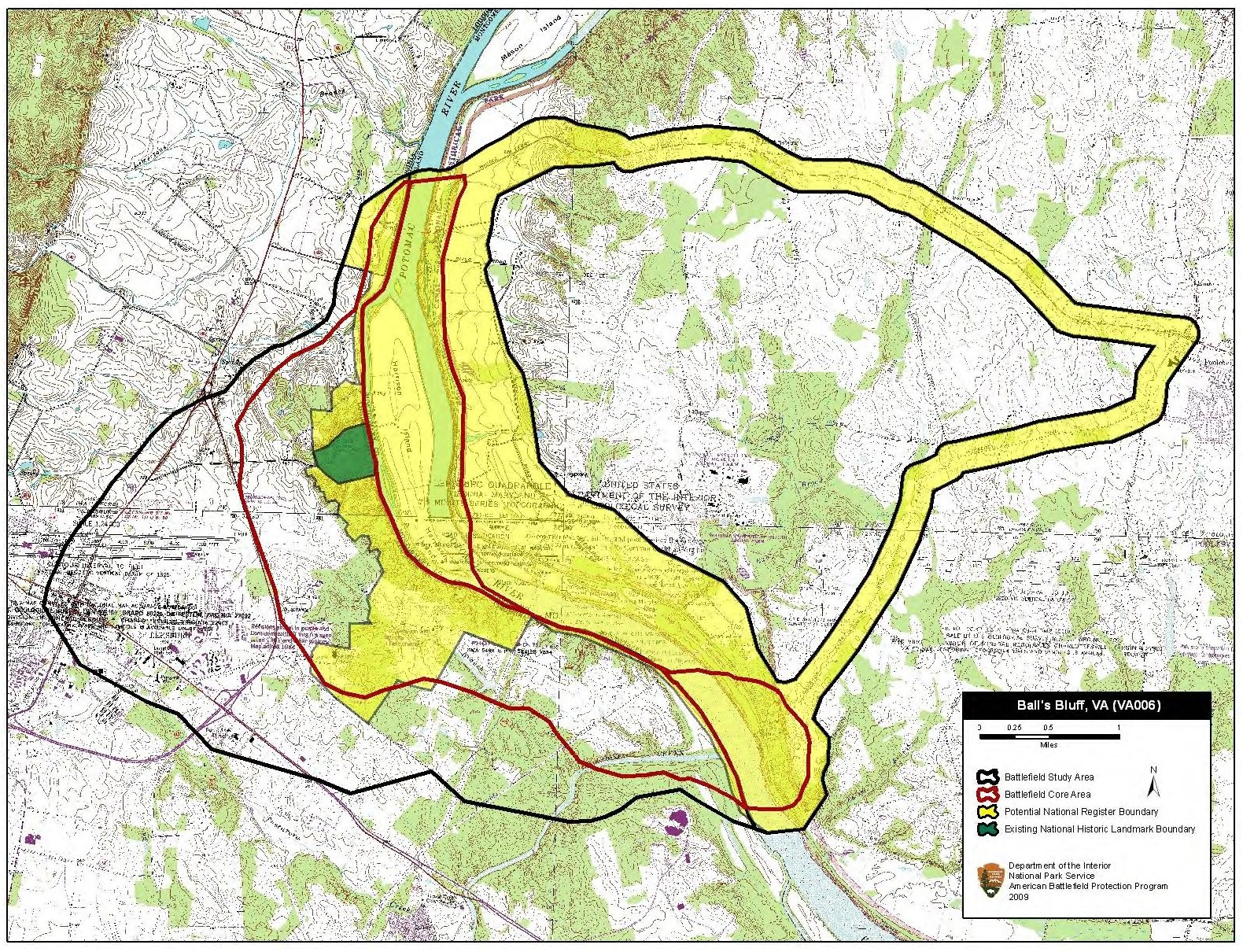
Ball’s Bluff-i csatatér magjának térképe és az Amerikai Csatatérvédelmi Program kutatási területe

A Ball’s Bluff-i ütközet összecsapását az amerikai polgárháború során 1861. október 21-én vívták a virginiai Loudoun megyében és Harrison-szigeti, vagy Leesburgi ütközet néven is emlegetik. Az ütközet a háború korai szakaszában zajlott le, mikor a Potomac hadsereg részegységei átkeltek a Potomac-folyón, hogy felderítsék a túlpartot korábban ellenőrző Észak-Virginiai hadsereg egyik dandárja vajon elhagyta-e helyét.
A műveletet zászlóalj méretű, folyóátkeléssel végrehajtott felderítésnek tervezték Leesburg közelében. Ennek indoka egy olyan hibásnak bizonyuló jelentés volt, mely szerint elhagyott konföderációs tábor van a folyó túloldalán, melyet Charles P. Stone dandártábornok portyával akart ellenőrzés alá vonni. A portyára kiküldött zászlóalj harcba keveredett az ellenséges járőrökkel, majd azok segítségére küldött mississippi gyalogezreddel. Edward D. Baker ezredes, egyedülálló módon az Egyesült Államok szenátora, erősítéseket küldött a folyón keresztül, de az összeomló ellenállás után a kevés csónak nem volt elég a gyors evakuációhoz. Baker elesett az összecsapásban és a dandárméretűvé növekedett összecsapásban a megfutó uniós katonák közül csak kevesen tudtak a túlpartra visszaérni; a többség vízbe veszett, vagy megadta magát.
Az uniós veszteségek a későbbi harcokhoz képest nem voltak súlyosak, de a kongresszusi republikánus képviselők megalakították az Egyesült Államok Egyesített Kongresszusi Hadvezetési Bizottságát. A hűségellenőr bizottság letartóztatásba helyezte Stone tábornokot, akit utóbb végül semmivel sem vádoltak meg, de karrierjét derékba törték és megtették a vereség bűnbakjának.

## Az ütközet háttere
Három hónappal a Bull Run-i csata után George B. McClellan vezérőrnagy, az Amerikai Egyesült Államok vezénylő tábornoka folyamatosan növelte a Potomac hadsereg erejét, felkészítve a Virginiába való betörésre. Az alacsony intenzitású háborút portyázással, próbamenetelésekkel, térképezéssel és rajtaütésekkel folytatta. 1861. október 19-én McClellan parancsot adott George A. McCall dandártábornoknak, hogy hadosztályával induljon Dranesville-be, mely kb. 20 kilométerre délkeletre feküdt Leesburgtől. A feladata az volt, hogy nyomást gyakoroljon a Shanks Evansnek nevezett Nathan George Evans ezredes csapataira, melytől remélte, hogy visszavonulnak és elhagyják Leesburgöt és feltérképezzék a Potomac déli oldalát. Október 20-án reggel a marylandi Cukorsüveg-hegy (Sugarloaf Mountain) tetején elhelyezkedő uniós jelzőszolgálat jelentette, hogy már nem látják Leesburg városában a délieket. Evans saját elhatározásából október 16-17-én valóban elhagyta a várost, de nem azért, hogy visszavonuljon, hanem, hogy McCall közeledő csapataival szembeszálljon. Mikor parancsnoka, P. G. T. Beauregard tábornagy kifejezte rosszallását, október 19-én éjjel visszatért és védelmi állásokat foglalt el az Alexandria–Winchester út mentén (a mai Virginia állami 7-es úton) Leesburgtől keletre.
McClellan ugyanazon az estén szintén Dranesville-be ment McCallal tanácskozni és parancsot adott neki, hogy másnap térjen vissza Langley melletti táborába. McCall engedélyt kért a térség útjainak feltérképezésére, amelyhez több időre volt szüksége és ennek eredményeképpen október 21 reggeléig nem indult vissza Langleybe, mikor a Ball's Bluffon a harc fellángolt. Október 20-án mialatt McCall a térképezést végezte, McClellan utasította Charles P. Stone dandártábornokot, hogy némi erőt demonstráló felvonulással provokáljon konföderációs reakciókat. Ebbe eredetileg nem tartozott bele semmilyen átkelési művelet. Stone Willis A. Gorman dandárjának elemeit Edwards Ferrynél a Potomac-folyóhoz vonultatta, majd Gorman más csapatokat is a folyópartra csoportosított és tüzérségével lövetni kezdte a konföderációs tábornak gondolt helyet, miközben két minnesotai ezred hajókon átkelést hajtott végre. Mivel minderre semmilyen reakciót nem kapott Evans részéről, Gorman visszavonult a Potomac másik partjára, míg Stone utasította Charles Devens ezredest és a Harrison-szigeten levő 15. massachusettsi gyalogezredet, hogy a velük szemben levő Ball's Bluff magaslatra küldenek egy járőrt, aki szerezzen értesüléseket az ellenséges állásokról.
Devens Chase Philbrick századost és 1. minnesotai önkéntes gyalogezred 20-100 emberét röviddel alkonyat előtt átküldte a túlpartra. Philbrick csapata a pari magaslattól kb. másfél kilométer mélyre hatolt be, de tapasztalatlan lévén a sötétben egy fasort konföderációs sátraknak jelentettek számára és erről való megbizonyosodás nélkül visszatérve ő is egy tábor létezését jelentette. Stone korábbi utasításaival összhangban elhatározta, hogy ott okoz kárt az ellenségnek, ahol tud, ezért megparancsolta Devensnek, hogy 300 katonát átküldve mihelyt elég világos lesz támadja meg a tábort és „aztán térjen vissza jelenlegi állásába.” Ezzel párhuzamosan utasítást adott William R. Lee ezredesnek, hogy a 20. massachusettsi gyalogezred parancsnokának, hogy két századával keljen át a folyón és ellenőrizze Ball's Bluff környékét.
Ezek az események vezettek a Ball's Bluffi ütközet kibontakozásához, ellentétben a közhiedelemben meggyökeresedett vélekedéssel, miszerint McClellan, vagy Stone Leesburg bevételére készített terve. A kezdeti átkelések felderítő céllal történtek, melyet egy portyázással megbízott csapat követett. Stone tábornokot időközben nem értesítették, de McCallt és hadosztályát a főparancsnokság visszarendelte Washingtonba, így ő abban a hiszemben tevékenykedett, hogy szükség esetén McCall a segítségére tud sietni.

## Az ütközet

### A kora reggeli fázis: az ellenség keresése

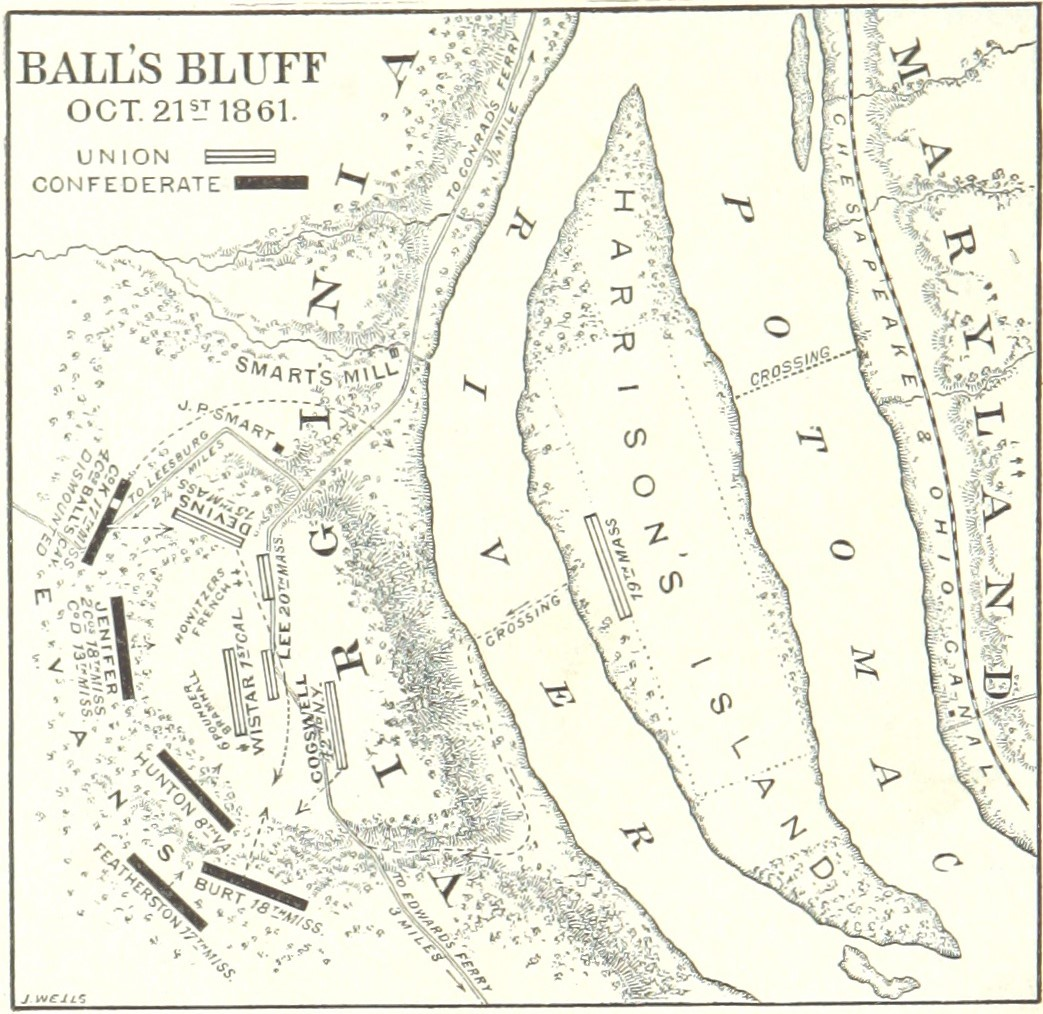
Az ütközet térképe

Október 21-én hajnali 6 órakor Devens ezredes portyázói rábukkantak a helyre, melyet az előző éjjel felderítő csapat tévesen tábornak vélt. A célpont nem létezett, mivel egy sor gyümölcsfát néztek sátraknak, de Devens nem akart azonnal visszatérni, ezért reggel 7 órakor a fák fedezékében felsorakoztatta embereit és futárt küldött Stone-hoz új utasításokat kérve. Stone a jelentés hallatán azt parancsolta, hogy végezzenek felderítést Leesburg irányában, és ezzel egyidőben Gorman dandártábornok 2. dandárja parancsot kapott, hogy keljen át a folyón Edward's Ferrynél és úgyszintén végezzen felderítést Leesburg irányában.
Nem sokkal később, fél 8-kor az első konföderációs járőrök tüzet nyitottak Lee csapataira a parti magaslatnál. Lee két százada védelmi állást foglalt el. A tűzharcot meghalló Devens fél kilencre visszaérkezett a magaslathoz, miközben maga is járőrharcokat volt kénytelen vívni. Lee javasolta, hogy csatlakozzanak a védelmi vonalhoz, Devens azonban ezt válasz nélkül hagyva 9 órakor hátat fordított a partnak és visszament előző, távolabbra eső állásába, hogy ott várja meg Stone parancsait. Körülbelül ekkor Stone tudomást szerzett róla, hogy a megtámadni kívánt tábor nem létezett, viszont a felderítők járőrharcokat vívnak. Elrendelte, hogy a 15. massachusettsi gyalogezred további öt századnyi katonája is keljen át a folyón és erősítse meg Devens csapatát további 350 katonával.
Körülbelül 10 órakor Stone táborába érkezett Edward D. Baker ezredes, a szenátus tagja és a hadosztály 3. dandárjának parancsnoka és tudakozódott a reggeli eseményekről. Eddig a pontig Baker semmilyen szerepet nem játszott az eseményekben. Stone tájékoztatta a hibás táborjelentésről és az új utasításról, mellyel Devens feladatát felderítésre változtatta. Ezután parancsot adott Bakernek, hogy menjen a Harrison-szigeti átkelőhelyhez, értékelje a helyzetet és vagy vonja vissza a csapatokat Virginiából, vagy küldjön további erősítéseket belátása szerint. Baker dandárja a kaliforniai dandár névre hallgatott, de leginkább pennsylvaniai katonákból állt. Baker azért ragaszkodott ehhez a névhez, hogy a nyugati part is képviselve legyen az ország harcában.

### Az uniós kommunikációs és logisztikai hibák sorozata
Baker elindult és útközben találkozott a hírvivővel, aki immár azt jelentette, hogy Devens csapata megtalálta az ellenséget és rövid tűzharcba keveredett a 17. mississippi gyalogezred K századával. Baker a Harrison-szigeten rendelkezésére álló, négy kaliforniai ezredből álló dandárját azonnal a folyó szemközti oldalára való átkelésre utasította, de beleütközött ugyanabba a problémába, a rendelkezésre álló evezőscsónakok befogadóképességébe. Bakernek a csapatokat először át kellett vinni a Harrison-szigetre, majd fél kilométer gyaloglás után egy másik csónakkal, amely egy fordulóval mindössze 30 embert tudott szállítani, átkelni a virginiai oldalra. Devensnek éjszaka a 350 embere átszállításához 3-4 órára volt szüksége és az keveset javított a helyzeten, hogy emberei találtak egy harmadik kis csónakot is. A délelőtt folyamán felhajtott újabb kis csónakok még mindig vajmi kevésnek bizonyultak.
Baker döbbenten állt a csónakmennyiség előtt. Stone azt a parancsot küldte, hogy tartsa az elfoglalt állásokat, de ne vállaljon ütközetet túlerejű ellenséggel és saját dandárja, illetve a már átkelt egységek fölött egyaránt diszponálva hajtsa végre a már korábban megkapott utasításokat. Baker őrszemei azt jelentették, hogy a 2-3 kilométernyire levő Leesburg felől 3-4 ezrednyi konföderációs katona van úton Devens felé, így annak 11 órára már 650 fősre nőtt kontingensét ilyen kevés csónakkal nem maradt idő kimenteni. Bakerben amúgy is buzgott a harcikedv és mindent egy lapra föltéve elrendelte csapatai áthajózását. Baker döntését annak tudatában hozta meg, hogy McCall hadosztálya még mindig Dranesville-ben tartózkodik, ahol több csónak van és hogy Gorman dandártábornok dandárja Edward's Ferrynél átkelve a segítségére siethet. Baker négy órán keresztül felügyelte, hogy ezrede az átkeléshez szükséges újabb csónakokat előteremtse. Ezt a munkát bármely beosztottja képes lett volna végezni, de Baker Devens sorozatos segítségkérő üzeneteire reagálva végre délután 2-kor elhatározta az átkelést.
McClellan eddigre Stone-tól tudomást szerzett róla, hogy a virginiai erődemonstráció nem megy zökkenőmentesen, ezért Nathaniel P. Banks és McCall dandártábornokokat utasította, hogy álljanak meg és nyújtsanak segítséget, amennyiben szükséges. Eddigre azonban azok túlságosan eltávolodtak ahhoz, hogy időben megérkezhessenek. Stone továbbra is abban a hitben volt, hogy McCall hadosztálya elérhető, McClellan és Stone pedig mit sem tudott róla, hogy sem az átkelt csapatok visszahozatalára, sem a még bevethető csapatok átszállítására nem elég a vízi szállítókapacitás. Baker arról sem tájékoztatta őket, hogy a virginiai parton ütközetet vívnak. A szűk keresztmetszetnek bizonyuló csónakmennyiség miatt a csapatok csak lassan és kis csoportokban tudtak átkelni, így a folyamat a teljes napot igénybe vevően húzódott. Lee ezredes értesítése alapján Revere őrnagy időközben saját kezdeményezésére a 20. massachusettsi ezred maradék öt századát is elkezdte a Harrison-szigetről átszállítani a virginiai oldalra.

### A konföderációs támadások

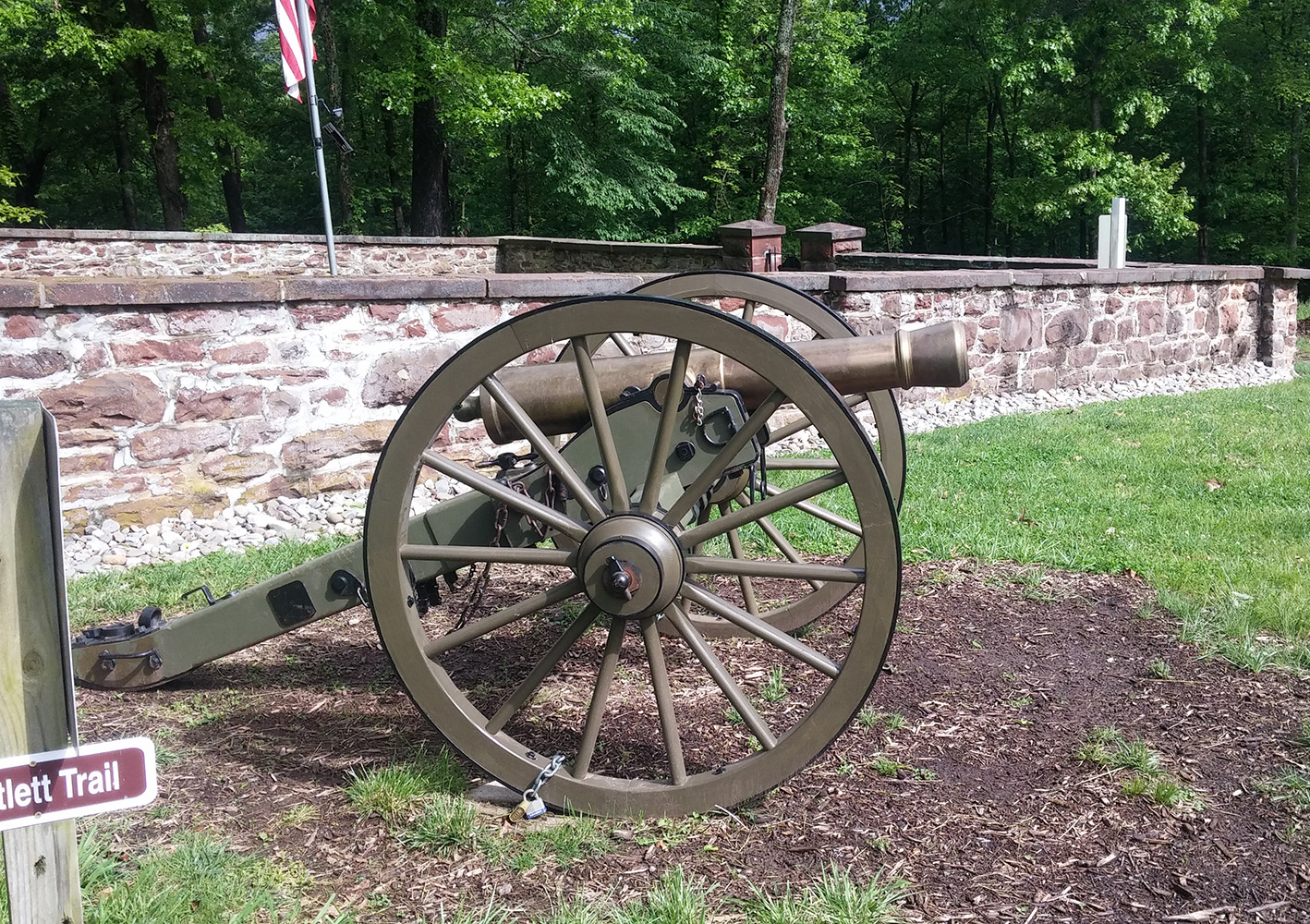
Az úgynevezett James-ágyú, az 1. Rhode Island-i tüzérezred lövege

Evans a róla elnevezett földerődítményből észrevette, hogy az uniósok a Ball's Bluffnak nevezett fél kilométer hosszú és 30 méter magas, sűrű erdővel benőtt, partmenti löszmagaslatnál és az Edwards-kompnál is átkeltek. ezért Walter Jenifer alezredest négy lovassági századdal a járőrök támogatására küldte. Devens időközben 650 fősre növekedett egysége elővédharcokat vívott a 17. mississippi gyalogezred felderítőivel, majd Jenifer katonáival is és a harcról tájékoztatta felettesét. A támogatására átkelt kaliforniai csapatok a magaslat közelében eközben bajtársaikra vártak és nem indultak el Devens felé. Evans délelőtt 10 órára meggyőződött, hogy Edward's Ferrynél nincs komoly csapatmozgás, tehát Ball's Bluff lesz az ütközet helyszíne és ennek megfelelően átcsoportosított. Jenifer támogatására küldte Eppa Hunton ezredes vezetésével a 8. virginiai ezredet, mely délben csatlakozott a lovassághoz és a 17. mississippi ezred kezdetektől jelen lévő századához. Hunton 9 százada növelte az északiakra nehezedő nyomást, a tűzharcok intenzívebbé váltak. Délután 2 órakor Devens rendezetten visszavonult előretolt állásából és a szövetségi katonákat visszavezette a másfél kilométerrel hátrébb fekvő Ball's Bluff magaslatra, ahol közös vonalat alkottak a 20. massachusettsi ezred századaival. Devens a magaslaton találkozott Bakerrel, aki fél 3-kor lépett partra a virginiai oldalon és emelkedett hangulatban egymás után gratulált a tiszteknek eddigi helytállásukhoz.

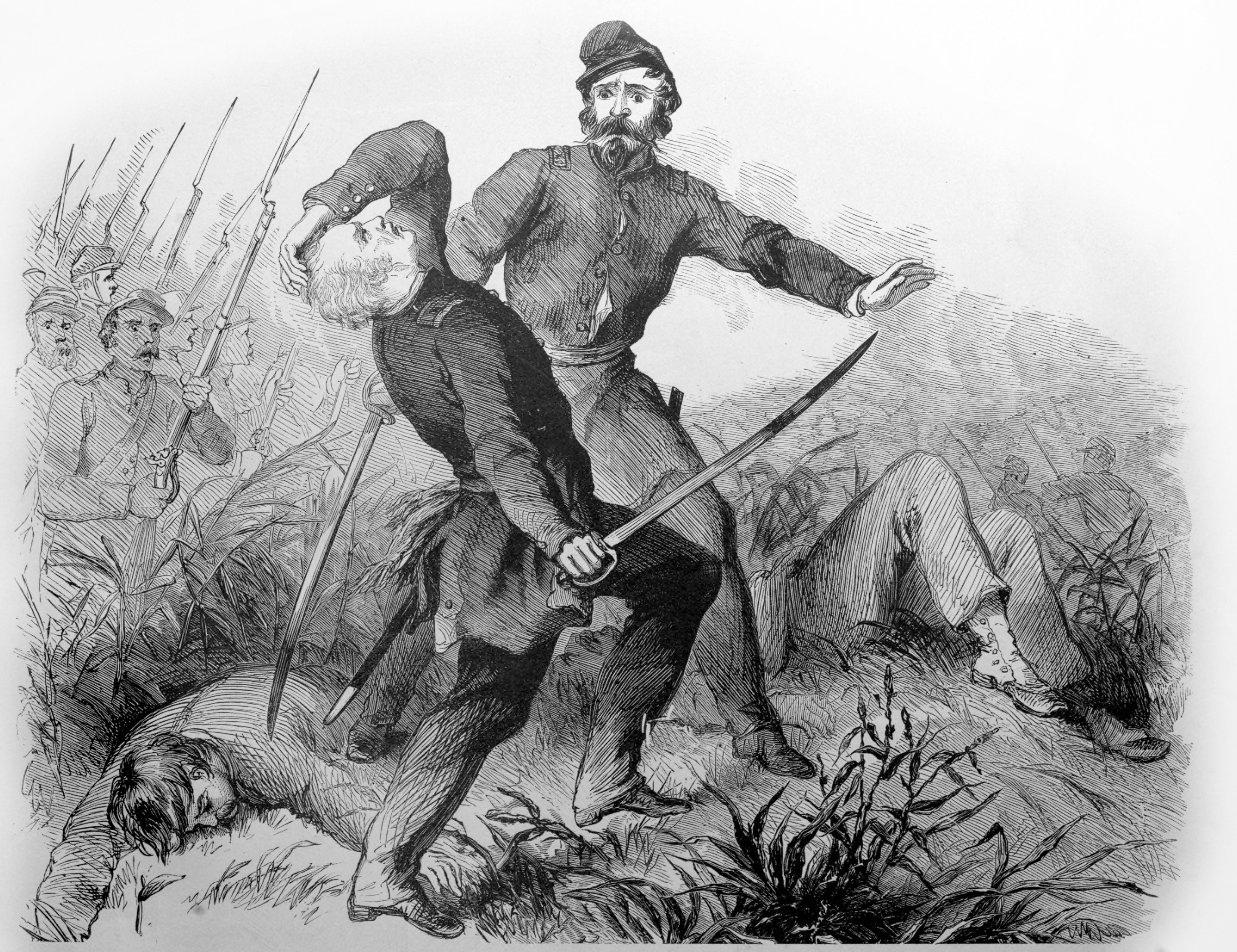
Baker ezredes halála - Frank Leslie illusztrációja 1895-ben

Baker a rendelkezésére álló kis tisztás favonalát követve egy fordított L alakba rendezte a vonalat és a balszárnyon levő 1. kaliforniai ezred két századát előreküldte, hogy találják meg az ellenséget. Pár száz méterrel előrébb meg is találták és a kibontakozó éles tűzharcot mindkét fél csakhamar feladta. A virginiai katonáknak elfogyott a lőszerük, és Evanshez fordultak utánpótlásért, a kaliforniaiak pedig a túlerő elől vonultak vissza. 3 órakor megérkezett a harcmezőre a 18. mississippi gyalogezred és Erasmus R. Burt ezredes vezetésével megtámadta az uniós védelmi vonalat, körülbelül ott, ahol a kaliforniaiak visszavonultak. Mivel Baker nem sokkal azelőtt érkezett meg, nem ismerte a terepet és az általa felállított védelmi vonal előtt nem volt nyílt, belátható terep a zavartalan tüzeléshez, hanem a déli csapatok szinte észlelhetetlenül tudták azt megközelíteni. A rohamot ennek ellenére visszaverték és Burt elesett. Tőle az irányítást Thomas Griffin alezredes vette át, aki katonáinak vonalát a fák között széthúzva elkezdte az uniós állások körbezárását. A mississippi ezred két széle között, a centrumban újra harcba lépett a hátrébb újraformálódott 8. virginiai ezred.
Az általános északi zűrzavarban az ágyúkat a gyalogság előtt állították fel a tisztáson, így a tüzéreket a déliek és saját bajtársaik egyaránt lőtték, és csakhamar az összeset leterítették. A harc ekkor raj és századszinten szervezve, taktikai megfontolások nélkül folyt. Baker bátran, magát állandó veszélynek kitéve vezényelt és lelkesítette katonáit az ellenállásra. A főtisztek saját kezűleg próbálták a mindenhonnan támadott ágyúkat biztonságba vontatni és lőszert hordani hozzá. Baker ezredest délután fél 5-kor egy a füst leple alatt közel lopózó, vörös hajú konföderációs revolverrel fejbe lőtte, majd mikor a sebesült Baker felállni próbált egy sortűz több golyója is eltalálta és egyetlen hang nélkül meghalt. Baker volt az Amerikai Egyesült Államok egyetlen harcban elesett fungáló szenátora.

### A kitörés
Lee ezredes, a 20. massachusettsi gyalogezred parancsnoka vette át az uniós erők irányítást.
5 órakor a konföderációs oldalon feltűnt a szervezett 17. mississippi gyalogezred, melyet Winfield Scott Featherston ezredes vezetett és a szövetségi állásokat teljesen félkörbe fogták. A 17. mississippi ezred a 18. mississippi ezred támogatásával koncentrált támadást indított, melynek sikerült megroppantani az ellenállást. A konföderációs jobbszárny folyamatosan szorította hátrafelé a vele szemben elégtelen erőkkel rendelkező és Baker által meg nem erősített uniós balszárnyat. A centrumban a 8. virginiai ezred kiűzte a 20. massachusettsi ezred katonáit az ütegeik környékéről és zsákmányul ejtette az ágyúkat.
A balszárny massachusettsi és kaliforniai katonáinak egy-egy százada megfutott és a főtiszteknek kellett helyreállítani a vonalat. 5 órára a lőszertartalék fogyni kezdett, a veszteségek egyre súlyosbodtak és a várva várt erősítés semmilyen irányból nem jött. Lee megkezdte a sebesültek csónakon való evakuálását, melyet helyettese, Revere őrnagy irányított. Lee déli irányú, Edward's Ferry felé való kitörést tervezett, mely meglehetősen kivitelezhetetlennek tűnt, mivel a hátráló balszárnynak kellett volna kierőszakolnia. A megvalósításra nem maradt ideje, mert értesítették, hogy Milton Cogswell ezredes, a nemrég érkezett 42. New York-i gyalogezred parancsnoka a rangidős és átveszi tőle a irányítást. Lee-nek nem volt ideje kideríteni, hogy a számára ismeretlen Cogswell vajon tényleg elöljárója-e, és úgy döntött, hogy engedelmeskedik.
Cogswell alig félórája lépett partra Virginiában és szintén arra a következtetésre jutott, hogy a megáradt folyón keresztül nem tudnak menekülni, tehát Edward's Ferry felé kell kitörni. Cogswell támadó menetoszlop alakítását parancsolta meg, melyben a katonák jellemzően nem tudnak sem újratölteni, sem célozni. A manőver csak akkor bizonyulhatott sikeresnek, ha lendülete keresztültör a konföderációs vonalon és utána a túloldalon védelmi állást tud felvenni. A tűz alatt álló 15. és 20. massachusettsi ezredeket ki kellett vonni a jobbszárnyon tartott állásaikból (ezáltal feladva azokat) és átcsoportosítani a balszárnyra. Devens és Lee ezredei követték az utasítást. Mikor átértek a balszárnyra és felfejlődtek, rá kellett ébredniük, hogy ezt az utat a 17. és 18. mississippi ezredek egységei időközben lezárták. Cogswell mégis kiadta a 42. New York-i ezrednek a parancsot az áttörés megindítására, de más egységek azt nem hallották meg, így Devens és Lee nem tudtak vele kellően lépést tartani. Mihelyt a gyengén sikerülő, szervezetlen rohamot elindították, azonnal heves tüzelés fogadta és megakadt. A kitörési kísérlet a déli puskatűzben összeomlott és kudarca után Cogswell nem gondolhatott további ellenállásra, mert már nem létezett jobbszárnya. Így elrendelte a visszavonulást a magaslatról a folyópartra.

### Menekülés

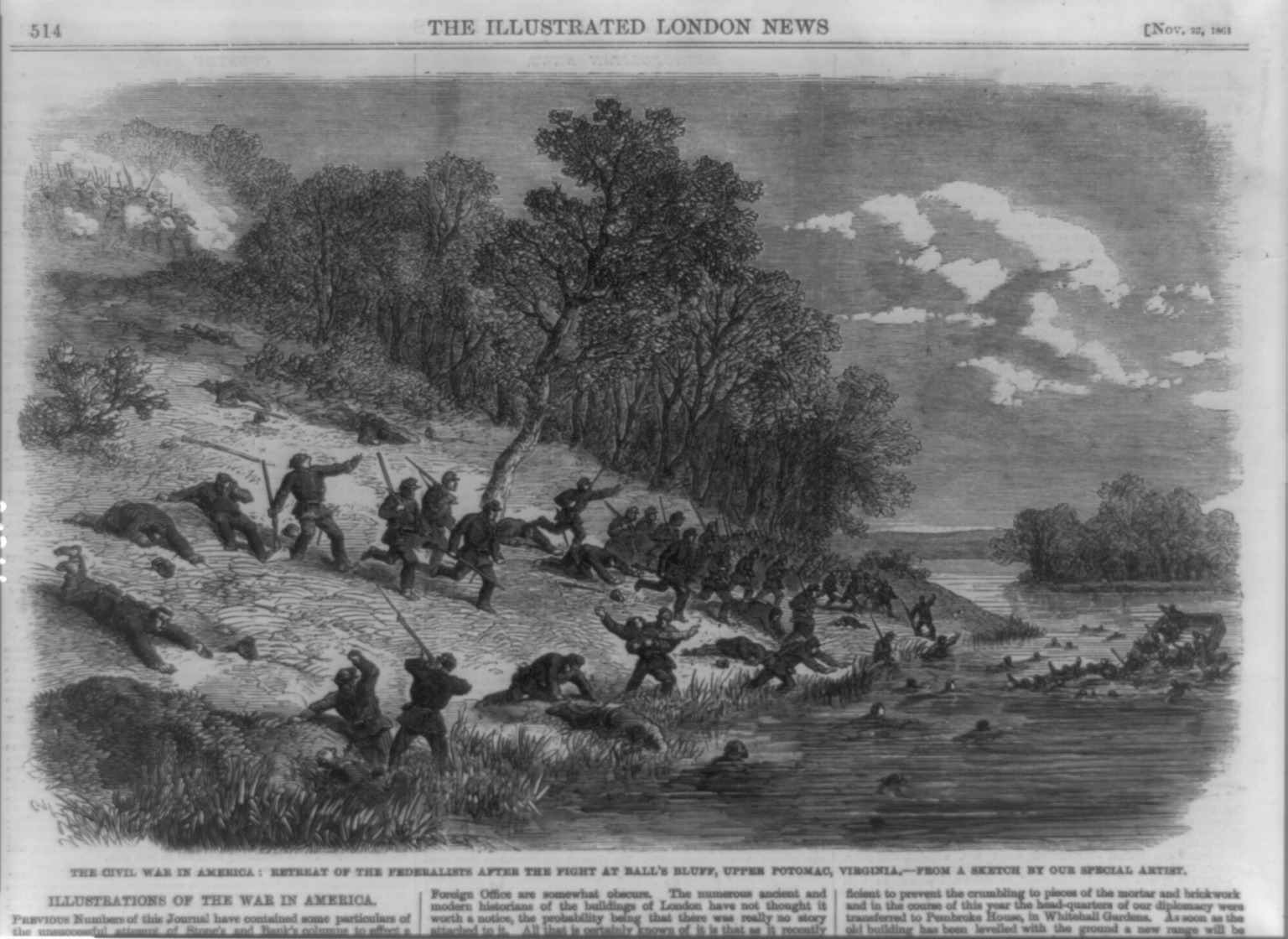
Menekülés a partról

Visszavonulni azonban nem volt hova. Az északiakat a meredek vízmosásban végződő Ball's Bluff magaslat déli végébe üldözték, melyen át leértek a folyópartra és innen nem volt hova továbbmenekülni. A Harrison-szigetre visszaigyekvő csónakok közül négy felborult és elsüllyedt a rámászó katonák súlyától. A déliek tüzében a szövetségi katonák nehéz egyenruháikat levetve úszva próbáltak menekülni és sokan közülük megfulladtak, illetve a magaslatról lelőtték őket, de a többség végső soron átért. Este 6 óra után még több ellenállási góc próbálta feltartóztatni a délieket, időt nyerve a parton csapdába esettek számára a meneküléséhez, de ezek nem tarthatták magukat sokáig. Sötétedés után hamarosan tömegesen adták meg magukat. Devens megsebesült, de egy farönkre kapaszkodva átevickélt a folyón, Cogswell azonban sebesülten fogságba esett. Lee nem tudta rávenni magát, hogy úszni nem tudó katonáit elhagyja, így szintén elfogták. Az Evans-dandár több mint 500 foglyot ejtett, 1500 puskát, 3 ágyút és ellenséges zászlókat zsákmányolt. Evans jelentése a szövetségi veszteséget duplájára becsülte a tényleges kb. 930 fő halott, sebesült és eltűnttel szemben.

## Az ütközet után

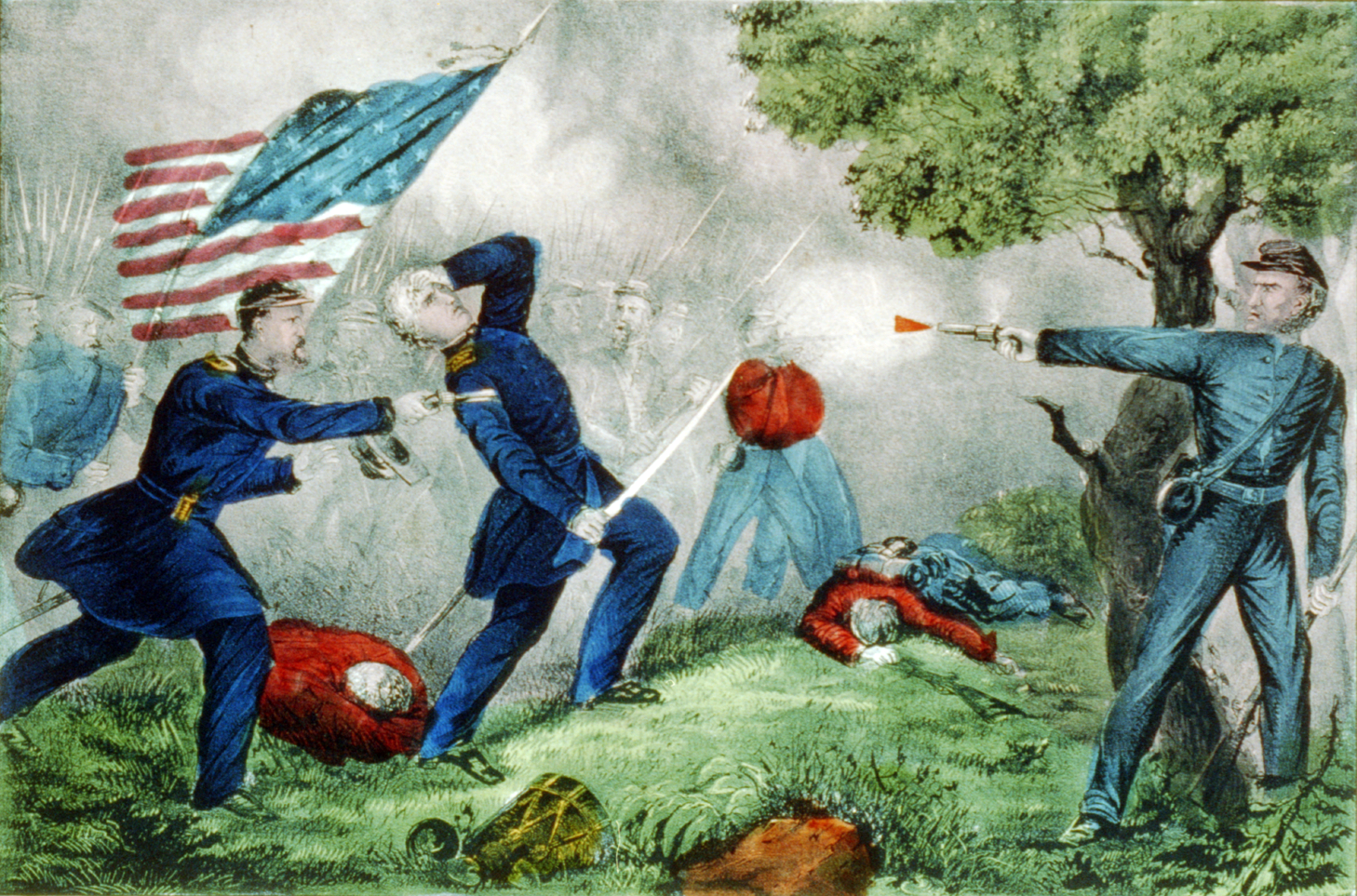
Edward D. Baker halála a Ball's Bluff-i ütközetben, Currier & Ives illusztráció

Az elkövetkező napokban a holttestek leúsztak a folyón Washingtonig és azon is túl elérték Mt. Vernont. Összesen 223 északi katona halt meg, 226-an megsebesültek és 553-an fogságba estek a Potomac partján az éjjel folyamán. Érdemes megjegyezni, hogy a Official Records hivatalos feljegyzései helytelenül tüntetnek fel 49 halottat, amely adatot valószínűleg a hibásan értékelt temetési jelentésekből olvastak ki. Ezeket a holttesteket fehér zászló mellett a folyón másnap átkelő fegyverszüneti delegátus kapta vissza. 54 halottat, melyből mindössze egyet sikerült azonosítani a Ball's Bluff csatatér és nemzeti temetőben hantoltak el.
Evans a győzelemért dandártábornoki előléptetést kapott. A Konföderációs Kongresszus és Dél-Karolina törvényhozása köszönetét fejezte ki Evansnek és arany emlékéremmel ajándékozta meg. Winfield S. Featherston 1862. március 4-én szintén dandártábornokká lett előléptetve.

### A meghallgatások
Az uniós vereség mérete a későbbi ütközetek mellett viszonylag jelentéktelen, de a maga korában, a háború kezdeti szakaszában nagy katonai kihatásokkal bírt. A fungáló szenátor, a radikális republikánusok egyikének elvesztése nagy hullámokat vert a politikai körökben. A magaslatról való visszavonulás közben azonban az uniós katonákhoz csatlakozott néhány marylandi rabszolga és október 24-én két újabb is a 20. massachusettsi ezred táborához menekült. Mivel Maryland rabszolgatartó állam volt, de nem szakadt el az uniótól, Stone a szövetségi, a marylandi törvényeknek, illetve McClellan rendelkezéseinek értelmében a négereket kiszolgáltatta a tulajdonosaiknak, akik joggal követelték vissza őket. Az október 24-i két menekült néger, Jack és Bob McCoy saját maga kérte, hogy visszatérhessen Virginiába, ahol a családjuk élt, mint rabszolga. Stone jelentést tett erről és megbizonyosodott, hogy az aktus összhangban van a fennálló törvényekkel, majd a McCoy fivéreket visszajuttatta az ellenséges Virginiába, ahol értelemszerűen ismét rabszolgák lettek. Ez a massachusettsi ezred abolicionistáinak a csatavesztés utáni állapotban nem tetszett.
A 20. massachusettsi ezredből valaki levélben értesítette az állam kormányzóját, aki vizsgálatot tartott. A szavát felemelő és az intézkedő ezredest elítélő John A. Andrew massachusettsi kormányzó tiltakozására és az beosztottja megfeddésére Stone azzal felelt, hogy a kérdéses egység nem az állami milícia része, ahol Andrewnak hatásköre lenne, ezért ne avatkozzon szövetségi katonai ügyekbe és ne próbálja beosztottait presszionálni. Andrew bevonta az ügybe Simon Cameron hadügyminisztert és Charles Sumner massachusettsi szenátort, aki a kongresszusban december 18-án vitriolos kommentárban méltatta Stone működését. A politikusok vegzálásától zaklatott Stone december 23-án egy olyan levéllel válaszolt, amiben működését tényhamisításhoz közel állónak minősítette és közismerten gyávának nevezte Sumnert, éppen csak párbajra nem hívta ki. Az ügy ezzel eltávolodott a katonai vonatkozásoktól és sokkal inkább hatalmni-politikai összecsapássá változott. Stone szerencsétlenségére Sumnert korábban már tettleg inzultálták a szenátusi működése kapcsán és közismert pennsylvaniai politikusok összefogtak, hogy ilyesmi ne ismétlődhessen meg.
A republikánus politikai hangadók összeesküvést sejtettek a vereség hátterében, mely szerint Stone feláldozta, vagy elárulta az abolicionista Bakert és annak sok abolicionista katonáját. A felháborodást kihasználva megalakították az Egyesült Államok Egyesített Hadügyi Bizottságát, melyet arra használtak, hogy a politikai víziójukat nem osztó, vagy véleményük szerint nem elég energikusan cselekvő tiszteket hozzánemértéssel vádolják és eltávolítsák. A bizottság Stone-t és 38 más tanút idézett be és hallgatott meg titkos üléseken. McClellan jól sejtette, hogy a bizottság elsősorban őt magát szeretné elítélni, mivel ekkoriban már jól látszott, hogy háborús elképzelésébe az abolíció nem fér be és emiatt maga is összetűzésben állt a radikális republikánusokkal. McClellan ezért megtiltotta Stone-nak, hogy védekezése közben parancsnoka szerepére kitérjen. A meghallgatások közben a sajtóba kiszivárgott McClellan október 24-i összefoglaló jelentése, amely Baker hibáit hangsúlyozta és Stone-t egyáltalán nem tartotta felelősnek.
Sumner, Andrew és más társaik kárhoztatták a jelentést. Kétségbe vonták Stone hűségét, rabszolgasághoz való viszonyát, katonai felkészültségét és döntéseit. A bizottság igyekezett felmutatni, hogy Stone gyakori és igazolhatatlan üzenetváltásban állt volna konföderációsokkal, nem küldött erősítést Bakernek és katonáit arra használta, hogy rabszolgatartók tulajdonát védje, valamint szökött rabszolgákat szolgáltasson vissza. Stone-t 1862. február 8-án George Sykes dandártábornokkal letartóztatták és a Lafayette-erődbe zárták. Stone összesen hat hónapot ült börtönben anélkül, hogy megvádolták volna, vagy bírósági tárgyaláson vett volna részt.

### Néhány híresebb résztvevő pályafutása
Oliver Wendell Holmes, Jr. a 20. massachusettsi önkéntes ezred hadnagya túlélte kis híján halálos sebét, melyet Ball's Bluffnál szerzett és a Legfelsőbb Bíróság tagja lett 1902-ben. Holmes legjobb barátja és példaképe, Henry Livermore Abbott hadnagy szintén részt vett az ütközetben, de Holmesszal ellentétben nem élte túl a háborút, hanem dandártábornoki rangig jutva 1864-ben elesett. Edmund Rice, az Abbotthoz hasonlóan alig 20 éves massachusettsi százados szintén dandártábornokká lett később előléptetve, de szerencsésebben alakult az élete és túlélte a háborút. Rice a 19. massachusettsi ezred kötelékében harcolt Ball's Bluffnál.

## A csatatér állagmegóvási munkálatai

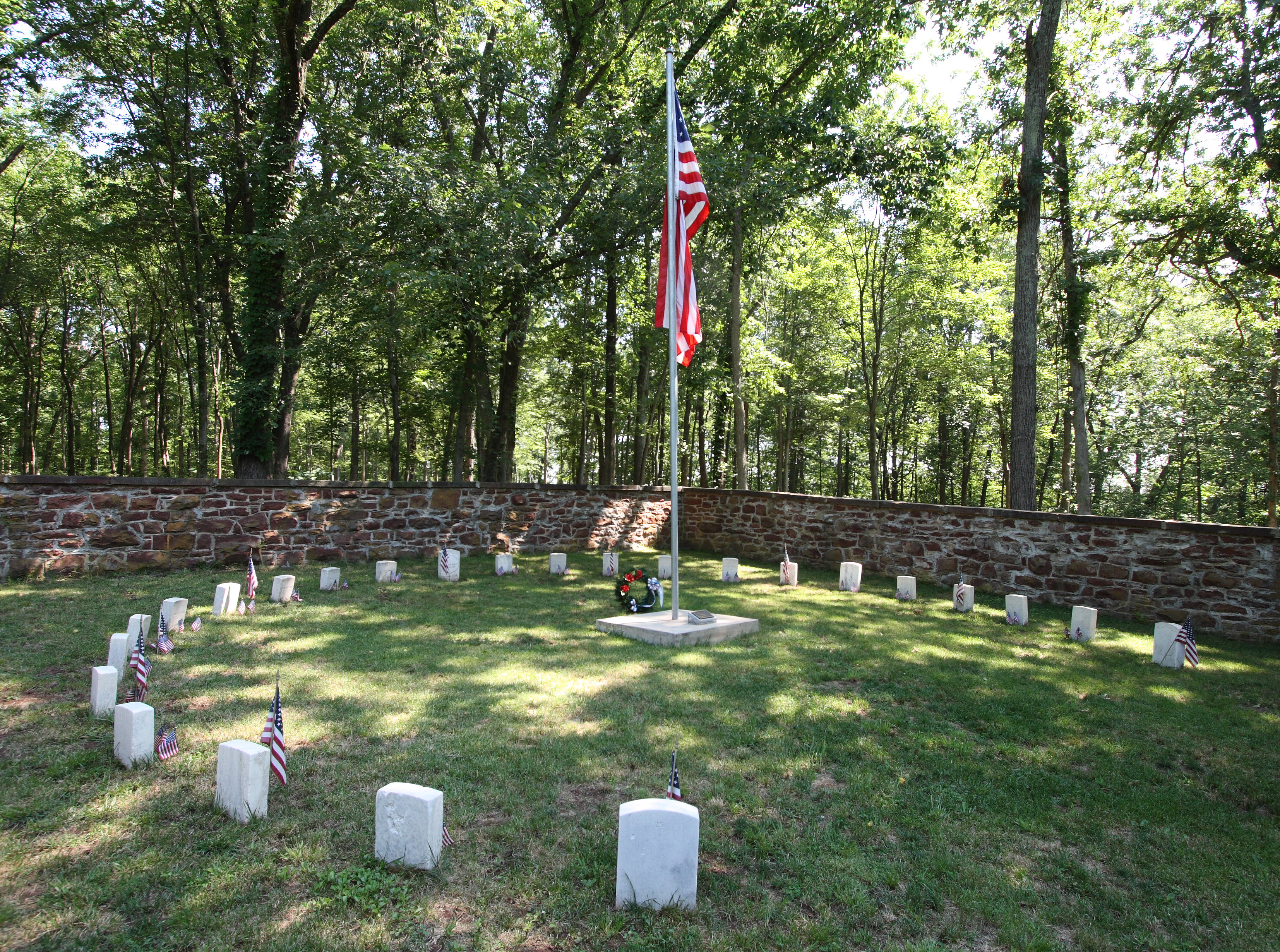
A Ball's Bluff Nemzeti Temető

Az ütközet színhelyét a Ball's Bluff Csatatér és Nemzeti Temető vonta állagmegőrzés alá. A temetőt nemzeti történelmi mérföldkőnek nyilvánították 1984-ben. The park fenntartója a Northern Virginia Regional Park Authority. A területet egyre vastagabb növénytakaró növi be az önkéntesek ritkítási erőfeszítései ellenére is, mely nagyban megkönnyíti az ütközet áttekintését.

## Az ütközet szerepe a kultúrában
Bernard Cornwell Copperhead című műve  a Ball's Bluff-i ütközettel kezdődik. A nem valóságos Faulconer Légió a konföderációs állás balszárnyán foglal helyet és Starbuck százados K századának nyomában ez az alakulat kezdi az uniós erők megfutamítását.
Geraldine Brooks March című regénye 2006-ban elnyerte a fikciós Pulitzer díjat, és szintén a Ball's Bluff-i ütközettel kezdődik. March úr, Louisa May Alcott Little Women című művének tiszteletese a szövetségi hadseregben szolgál.
A Chesapeake & Ohio csatorna mentén a marylandi oldalon híresztelték, hogy a halott katonák, főként a vízbe fúltak szellemei kísértenek, hogy a hajósok máshol kössenek ki éjszakára.
John William Grout a 15. massachusettsi ezred hadnagya elesett az ütközetben. Halála inspirálta a „The Vacant Chair” című költeményt, melyet később megzenésítettek. Herman Melville az ütközetre emlékező „Ball's Bluff – A Reverie” című költeményét 1866-ban jelentették meg.